# レサカ・デ・ラ・パルマの戦い
レサカ・デ・ラ・パルマの戦い（Battle of Resaca de la Palma）は、米墨戦争初期の戦闘のひとつ。1846年5月9日、アメリカ合衆国軍のザカリー・テイラー将軍が、撤退するマリアノ・アリスタ将軍のメキシコ軍（Army of the North）と交戦した。

## 背景
5月8日の夜、パロ・アルトの戦いで決着がつかずに終わったアリスタは、レサカ・デ・ラ・パルマのさらに防備の固い河川敷（resacaはスペイン語で河川敷の意）への撤退を選び、テイラーの次の動きを待ちながら体勢を立て直した。
5月9日の朝、テイラーの1,700人の部隊が、アリスタの4,000人の援軍で増えたメキシコ軍と交戦した。メキシコ軍士官らの政治的な内部抗争と、戦場の起伏の多い土地での補給の困難さのせいで、河川敷でアメリカ軍と激突するというアリスタの慎重に立てた計画は幾分弱められた。

## 戦闘
メキシコ側の抵抗は固く、騎兵部隊がメキシコ軍の前線の側面をついて驚かせて撤退させるまでは、アメリカ軍はあやうく失敗するところであった。アメリカ軍の位置へのふたつの反撃は抑えられ、メキシコ軍は、数個の砲台、アリスタの書記台と銀食器一式、メキシコの称賛されたタンピコ大隊の軍旗やその他の手荷物を残して、草原に逃げた。

## 戦闘後
近かった勝利が敗北に変わり、結果として起こった困惑は、アリスタの北部軍司令官の解任と、メキシコの戦略の重大な再検討へとつながった。メキシコ陸軍の技能と成功が増したにもかかわらず、メキシコ政府の不正と内紛により、多くの戦闘において粘り強い戦略を作成できなかった。

## 参照
- Bauer, K. Jack The Mexican War, 1846–1848